# Lauxanioidea
Lauxanioidea (лат.) — надсемейство круглошовных мух из подотряда короткоусых (Brachycera) двукрылых. Более 1800 видов.
7-й тергит брюшка самцов слит с атрофированным 8-м. 7-й и 8-й синтергостерниты вторично почти симметричные. Надсемейство Lauxanioidea является сестринской группой к Sciomyzoidea и делится на две эволюционные линии или подгруппы: первую, лежащую в основании их филогенетического древа (Chamaemyiidae + Cremifaniidae) и вторую с некоторыми более продвинутыми признаками (Lauxaniidae, Eurychoromyiidae, Celyphidae). 

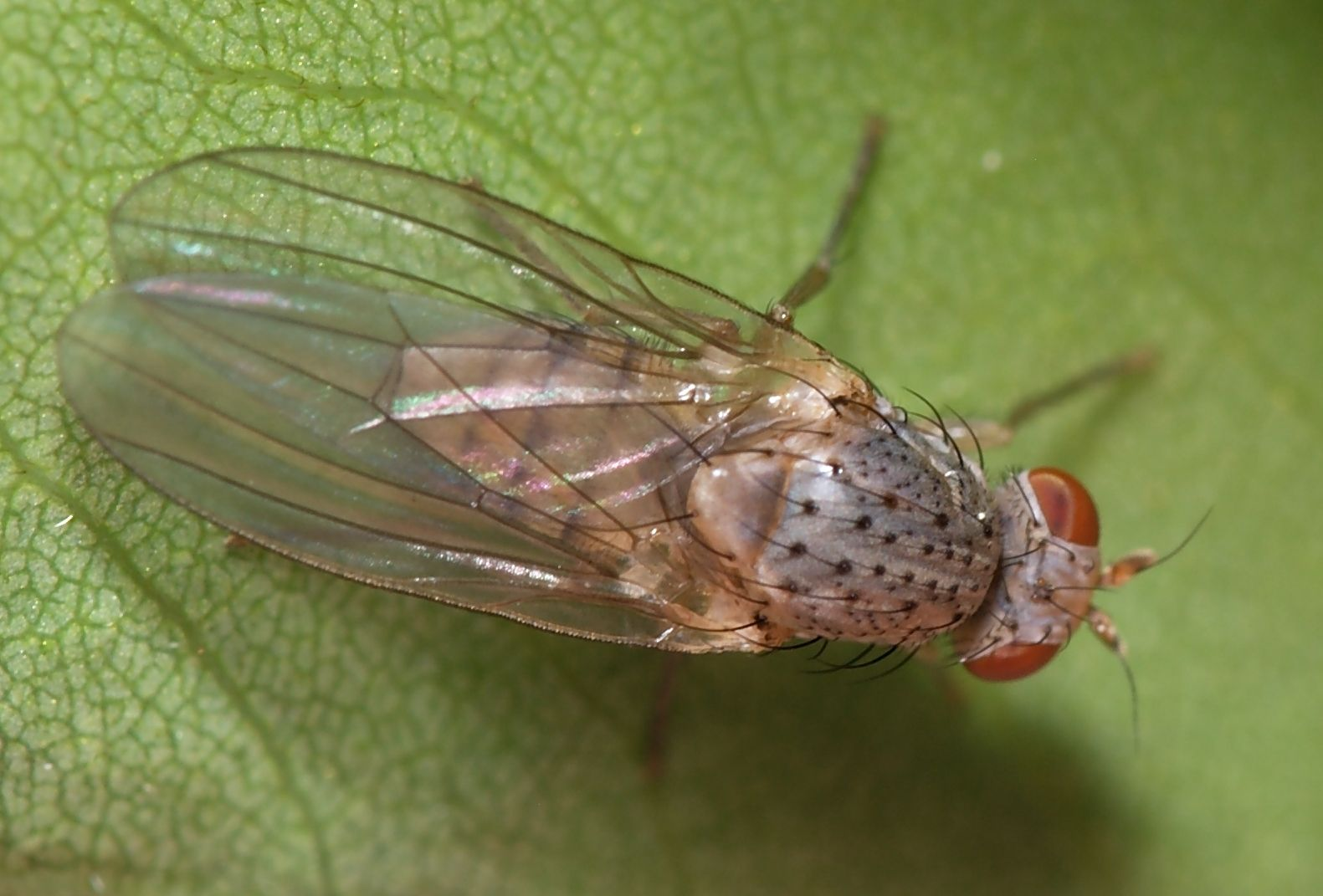
Lauxaniidae, 1500 видов
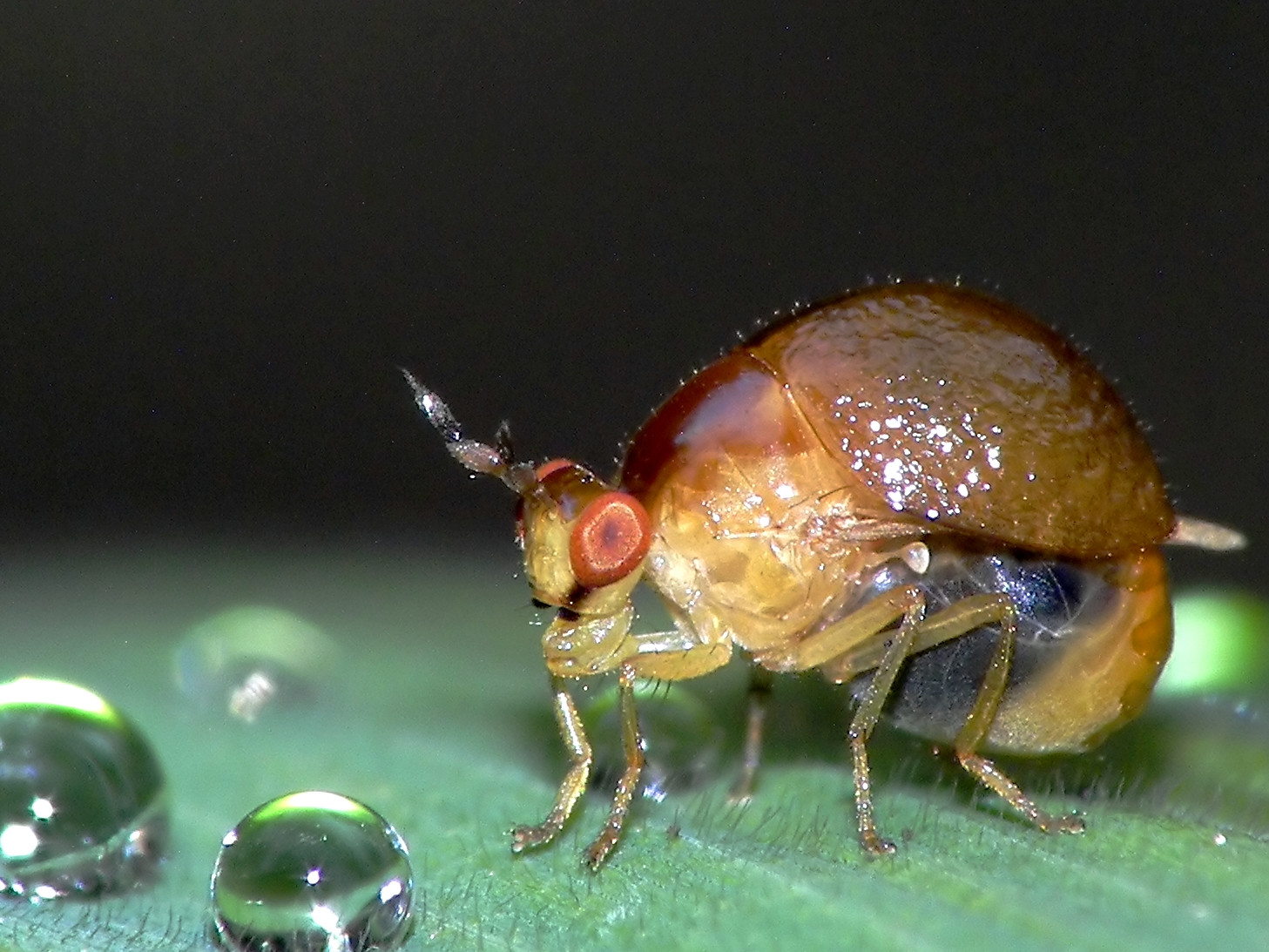
Celyphidae, 115 видов
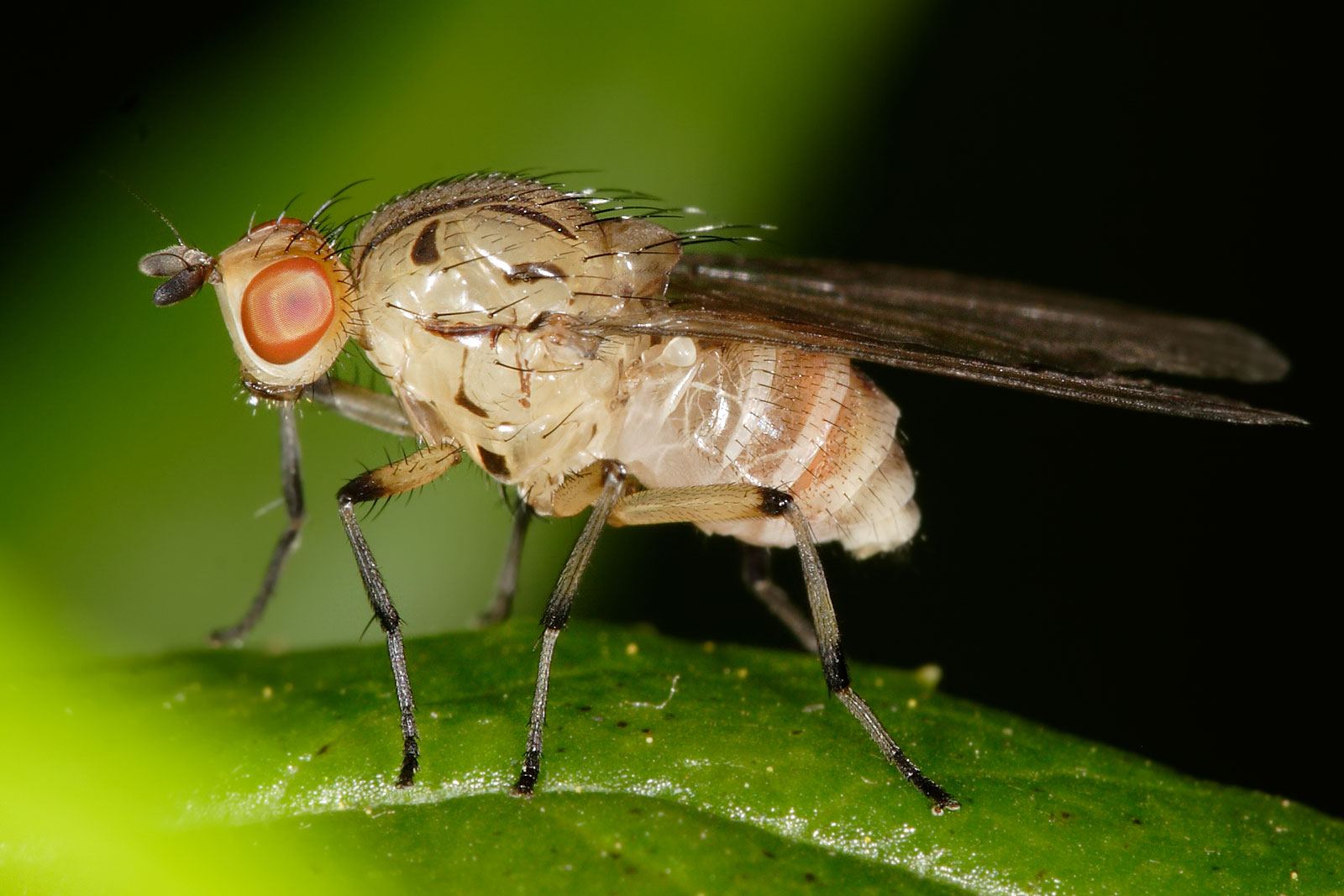
Homoneura sp. (Lauxaniidae)